# Karl Ahlenius
Karl Jakob Mauritz Ahlenius, född 10 februari 1866 i Tanums socken, Göteborgs och Bohus län, död 23 april 1906 i Uppsala, var en svensk geograf.

## Biografi
Ahlenius blev student vid Uppsala universitet 1884, filosofie licentiat 1893, filosofie doktor 1895 samt docent i geografi samma år och docent i historia 1896. Han blev i juli 1904 e.o. professor i geografi vid Uppsala universitet efter att sedan januari 1902 ha förestått nämnda professur.
Han författade flera avhandlingar, huvudsakligen i geografins historia. Under sina sista år påbörjade han utgivningen av det omfattande, av andra sedermera fortsatta arbetet Sverige. Geografisk, topografisk, statistisk beskrifning (1904 ff.) efter mönstret av Jens Peter Traps "Kongeriget Danmark"; själv medhann han endast 14 häften (väsentligen omfattande Malmöhus och Södermanlands län). Han skrev även en mängd tidskriftsuppsatser i "Ymer" och flera populärvetenskapliga skrifter.
Ahlénius var en ivrig elev till Friedrich Ratzel, och i sina kulturgeografiska arbeten utvecklade han dennes idéer och omplanterade dem på svensk mark.